# El proscrito del Río Colorado
El proscrito del Río Colorado ist ein 1964 entstandener spanischer Western mit dem Hollywood-Schauspieler George Montgomery, der Erfahrung in diesem Genre mitbrachte, in der Hauptrolle. Der unter der Regie des ebenfalls amerikanischen Regisseurs Maury Dexter gedrehte Film wurde im deutschsprachigen Raum nicht aufgeführt.

## Handlung
1880, im Norden Mexikos: Reese O’Brien wird fälschlich des Mordes an seiner Frau beschuldigt; er flieht und findet Arbeit als Vormann auf General Camargos Anwesen. Er ist ein zuverlässiger und umsichtiger Cowboy; Marta, die Tochter des Generals, liebäugelt mit dem zwielichtigen Alfonso Riaño. Als der General unterwegs ist, um für seine Gouverneurskandidatur zu werben, wird Reese von den Leuten des Gangsters Espada entführt, da man so gegen die Kandidatur Camargos vorgehen zu können glaubt. Zwar gelingt es ihm, sich zu befreien; jedoch droht neues Ungemach, als Alfonso ermordet aufgefunden wird. Reese kann aufklären, dass Alfonso von seinem Onkel, Don Cristabel, erschossen wurde. Er kann den Schuldigen überwältigen, auch Espada ausschalten und bekommt am Ende Francisca Riaño, die treu zum General gehalten hat, als Frau.

## Bemerkungen
Der Film wurde in den meisten Ländern, in denen er (oft Jahre nach seiner Entstehung) gezeigt wurde, als Django-Film vermarktet.